# Moominvalley
Moominvalley (finés: Muumilaakso, sueco: Mumindalen), también conocida como Moomin, es una serie animada finés-británica. Es una adaptación de los libros clásicos y cómics de Moomin, de la escritora e ilustradora Tove Jansson. El programa es creado mediante el uso de técnicas en 3D CGI.

## Argumento
El protagonista de la serie es Moomintroll, quien es curioso, amable, sensible e idealista. Él es un típico héroe adolescente: intenta abordar el enigma de crecer hasta encontrar su verdadero yo individualista sin dejar de ser un miembro adorado de su familia. Vive con su cariñosa mamá Moominmamma y su nostálgico padre Moominpappa. Moomintroll es acompañado por su amigo Snufkin, un viajero de espíritu libre, la caótica Little My, la soñadora Snorkmaiden, el cobarde Sniff, y muchos otros amigos.

## Elenco y personajes
| Character   | Actor inglés  | Actor finés                                                | Actor finés-sueco      |
| ----------- | ------------- | ---------------------------------------------------------- | ---------------------- |
| Moomintroll | Taron Egerton | Joonas Nordman                                             | Christoffer Strandberg |
| Moominmamma | Rosamund Pike | Satu Silvo                                                 | Maria Sid              |
| Moominpappa | Matt Berry    | Ville Haapasalo                                            | Carl-Kristian Rundman  |
| Snufkin     | Edvin Endre   | Olavi Uusivirta                                            | Paavo Kerosuo          |
| Little My   | Bel Powley    | Kiti Kokkonen (Temporadas 1-3) Aksa Korttila (Temporada 4) | Saga Sarkola           |
| Snorkmaiden | Akiya Henry   | Alina Tomnikov                                             | Edith Holmström        |
| Sniff       | Warwick Davis | Markku Haussila                                            | Andreas af Enehielm    |

## Música
La música de la serie fue compuesta por los músicos finéses Pekka Kuusisto y Samuli Kosminen. El padre de Kuusisto, Ilkka Kuusisto, había compuesto anteriormente una ópera para los Moomins con Tove Jansson en 1974. La banda sonora oficial fue publicada el 19 de abril de 2019.

## Recepción

### Audiencia
La serie ha tenido un gran éxito, tanto con los críticos como con la audiencia a nivel mundial. El primer episodio de Moominvalley fue visto por 600 000 espectadores, en su estreno en Finlandia en febrero de 2019. También se convirtió en el episodio más visto de una serie de televisión de todos los tiempos en servicio de streaming de Yle, Yle Areena, al tener un total de más de dos millones de visionados.